# 4 Rave Songs
4 Rave Songs é um extended play (EP) da banda portuguesa de rock UHF. Editado em setembro de 1993 pela BMG.
Para esta edição foram selecionadas quatro canções do álbum de estúdio Santa Loucura,[carece de fontes?] que apresentassem uma aproximação ao estilo musical rave, que conquistou o Reino Unido na década de 1990 e se expandiu por toda a Europa. Em Portugal essas festas underground eram devidamente licenciadas, apesar do consumo ilegal de ecstasy, e realizaram-se  em recintos históricos como Castelos ou Monumentos.
Foram trabalhadas novas misturas com sonoridade eletrónica nas canções "Aqui Planeta Terra" e "Esperar Aqui Por Ti", esta, uma das canções mais bem sucedidas nos concertos ao vivo. Foram mantidas as versões originais de "Santa Loucura" e "Menina Estás à Janela". 4 Rave Songs foi colocado à venda exclusivamente nas lojas Bimotor com edição limitada. O disco atingiu o primeiro lugar no top de singles numa época em que se vendiam poucos exemplares.

## Lista de faixas
O extended play é composto por três faixas em versão padrão. Todos os músicos participaram na composição dos temas.
| EP  |                                      |                                                                           |         |  |
| N.º | Título                               | Compositor(es)                                                            | Duração |  |
| 1.  | "Aqui Planeta Terra" (nova mistura)  | António M. Ribeiro/ Fernando Delaere                                      | ?       |  |
| 2.  | "Esperar Aqui Por Ti" (nova mistura) | António M. Ribeiro                                                        | ?       |  |
| 3.  | "Santa Loucura"                      | António M. Ribeiro/ Rui Dias/ Renato Jr/ Fernando Delaere/ Fernando Pinho | 3:34    |  |
| 4.  | "Menina Estás à Janela"              | Popular                                                                   | 2:50    |  |

## Membros da banda
- António Manuel Ribeiro (vocal e guitarra) [4]
- Rui Dias (guitarra) [4]
- Fernando Delaere (baixo) [4]
- Renato Júnior (teclas) [4]
- Fernando Pinho (bateria) [4]